# Bojanów
Bojanów è un comune rurale polacco del distretto di Stalowa Wola, nel voivodato della Precarpazia.
Ricopre una superficie di 179,6 km² e nel 2004 contava 7 160 abitanti.